# Långbaksmätarmygga
Långbaksmätarmygga (Thaumalea testacea) är en tvåvingeart som beskrevs av Johannes Friedrich Ruthe 1831. Långbaksmätarmygga ingår i släktet Thaumalea och familjen mätarmyggor. Arten är reproducerande i Sverige. Inga underarter finns listade i Catalogue of Life.